# Reklámpszichológia
A reklámpszichológiát a társadalom körében sokszor misztikum övezte, mivel történelmében többféle módszer is kialakult a fogyasztók elbűvölésére, melyekről az az általános nézet terjedt el, hogy tudattalanul, akarata ellenére is képesek rávenni a befogadót a vásárlásra. Ezek persze tévhitek, a reklámpszichológia a megfigyelés és az egyszerűség módszerével igyekszik elérni a megfelelő hatást.

## Fogalma
A reklámpszichológia összességében számos más tudományág közreműködését feltételezi. Nagyon fontos tényezője a gazdasági folyamatok pszichológiai analízise, hiszen többé-kevésbé előreláthatók az emberi elhatározások, cselekedetek. Alkalmazási területei a következők:
- Fogyasztói magatartások és indítékok kutatása s ezek rendszerezése;
- miután ezek ismeretesek, a hatáskeltés-befolyásolás eszközeinek és módszereinek kialakítása (a hatáskeltés „pszichotechnikája”) következik;
- végül a reklámhatékonyság mérése.

Ágazatait tekintve pedig elkülöníthetjük a fogyasztók és az eszközök lélektanát. Összességében elmondható, hogy a reklám nem olvad bele kizárólagosan sem a pszichológiába, sem az esztétikába, sem pedig a szociológiába, de ezen eltérő ágazatok kutatóit mégis maga felé fordítja.

## Történeti áttekintés, előzmények, kezdeti kutatások
Az első szárnypróbálgatásokat a 19. század–20. század fordulójára tehetjük; alapját a márkacikk megjelenése jelentette. Az eladás és vásárlás pszichológiai kérdéseivel először Walter Dill Scott 1909-ben megjelenő kötete foglalkozott: The Psychology of Advertising, melyet 1912-ben Londonban is kiadtak. Ezt követte Hugo Münsterberg műve, a Psychologie und Wirtschaftsleben, mely az eladás-vásárlás kapcsolatán túl a termékek és márkák azonosításáról is beszámolt.
Hartungen, aki a würzburgi iskola képviselője volt, jelentősen hozzájárult a reklámpszichológia alapjaihoz azzal, hogy az introspekció, az önmegfigyelés módszereinek segítségével képzelte bele magát a termék leendő fogyasztóinak helyébe.
A reklámpszichológia kezdeti évtizedeiről általánosságban elmondhatjuk, hogy az általános lélektan eddigi kísérleti eljárásait és elméleti eredményeit próbálták átvinni a reklám területére: az ezekben az évtizedekben népszerű emlékezeti, illetve asszociációs vizsgálatoknak vetették alá a reklámokat is.
A századfordulón pszichológia és filozófia még nem vált el teljes mértékben, s a Wundt-i asszociációs lélektan örvendett népszerűségnek, melynek alapvető tézise szerint a lelki jelenségek elemekből állnak össze, sorrendjük pedig értelem – érzelem – akarat. A kísérleti és gyakorlati reklámpszichológiába elsőként ez az atomisztikus szemlélet tört be.
A Ebbinghaus-féle emlékezeti kísérletek is igen jellemzőek voltak, melyek szerint a páronként megtanult anyag könnyebben felidézhető az elsőről a második tagra haladva. Ezt fordították át reklámok exponálására. Az eredeti kísérletben egy szótagsor megtanulása után 24 órával annak fordított sorrendben való újbóli megtanulásánál csak 12% tanulási időt lehet megtakarítani. Átfordítva a reklámok területére: érdemes előbb az árucikket közölni, majd a márkanevet, hiszen a szükséglet felmerülésekor is az első dolog, ami megjelenik, az maga az árucikk. Ezt vitte tovább Lysinski a kísérlete során, melyben húsz árucikknek adott fantázianevet, és tíz kísérleti személynek márka – árucikk, tíz másiknak pedig árucikk – márka sorrendben mutatta be őket. Az árucikk – márka nyert 35%-kal jobb visszaidézéssel.
Scott kísérletei a figyelem, kontraszt és asszociáció hatásán alapultak; konkrétan hogy hogyan befolyásolja a kontraszthatás az önkéntelen figyelmet, illetve a zavaró, figyelmet elterelő ingerek miként küszöbölhetők ki. Harlow Gale pedig azt vizsgálta, hogyan reagálnak a röviden exponált plakátra, az esetleges szöveg mely részére irányul a figyelem, és mi ragadja meg elsőként a nézőt.

## Módszerek, alapparadigmák
A reklám legfontosabb feladata, hogy kellő hatást gyakoroljon befogadóira, ennek érdekében megfelelően kell kommunikálnia velük. A reklámpszichológia feladata az, hogy feltárja a fogyasztóra gyakorolt hatások és a kiváltott viselkedés közötti összefüggéseket, így segítve a reklámok kommunikációját a befogadóival.
Az empátia és a fantázia használata jó eszköznek bizonyult ezen a területen. Két dologra irányulhat: a befogadó helyzetének átélésére és a kommunikáció fogadtatásának átélésére. A helyzet átélésével kapcsolatban jó példa erre az autóstoppos, akinek bele kell képzelnie magát az autóvezető helyébe, így például ha egy olyan üzenetű táblával áll kint az út szélén, ami megérintheti az autóvezetőt (például a családjához utazik karácsonykor), akkor a vezető elgondolkodik, hogy milyen rossz is lehet ilyenkor magányosan az út szélén. A kommunikáció fogadtatásának átélése, mikor a reklámra várható reakció ott szerepel a reklám alatt (jó példa erre egy McDonald’s-reklám, amelynek szövege az volt, hogy „Főnök, leugrottunk ide a Mekibe!”, ami alá valaki tréfásan odaírta azt, hogy „Ki is vagytok rúgva!”. Ennek köszönhetően a reklám még nagyobb sikert aratott.)
Nagyobb kihívással néznek szembe azok a szakemberek, akiknek nagyobb célközönséggel kell kommunikálniuk, például televízió előtt ülő emberekkel. Ilyenkor is nagyon fontos a mindennapi élet nehézségeit, általános érvényű dolgokat alkalmazni a reklámban.

## Kényszerpályák
A reklámpszichológia fejlődése során úgynevezett kényszerpályák alakultak ki: a megkülönböztetés kényszere, az ígéret kényszere és a dicsekvés kényszere.
A megkülönböztetés kényszere akkor valósult meg, mikor az eladók rájöttek, hogy saját termékeiket meg kellene különböztetni másokétól: így alakultak ki a márkanevek, márkajelzések.
Az ígéret kényszere az, amikor biztosítjuk a fogyasztót, hogy a termék megvásárlásával jobbra fordul a sora, akár szebb lesz tőle vagy jobban fogja érezni magát, egészségesebb lesz. Gyakran olyan dolgokkal hozzák összefüggésbe, melyek nem konkrétan a termékhez kapcsolhatók, például egy harisnyától boldog lesz a vásárló, vagy arról szól a termék reklámja, hogy az élet szép.
A dicsekvés kényszere pedig a termék magasztalását, kiemelkedő mivoltának hangsúlyozását jelenti. Természetesen a hirdetők csak a termék pozitívumait hangsúlyozzák.

## Figyelemfelkeltés
A figyelem felkeltésére nincsenek meghatározott módszerek; kreativitás és találékonyság útján lehet elérni a kívánt hatást. Fontos az erős felhívó jelleg, illetve a különleges helyzetek alkalmazása. Alapszabálya, hogy két egymástól teljesen független, különböző dolgot kell párosítani.
Ezen témakörön belül találkozhatunk a blikfang (német Blickfang) kifejezéssel, mely a pillantás elkapását jelenti.
A figyelem felkeltésének legelterjedtebb módjai a sztereotípiák szerint a kutya, a gyermek, a nő és a cica. A szexualitás, főként a női testtel való reklámozás manapság is közkedvelt és sikerrel alkalmazott reklámfelület.

## Információfeldolgozás
Manapság a nap minden percében folyamatosan információkat fogadunk be, így a reklámoknak is gyorsan és tömören kell eljuttatnia a fogyasztóihoz üzenetét. Ennek egyik legjobb módja a képi reklámozás, kevés szöveggel. Tiszta, egyszerű, gyorsan befogadható üzenetekre van szükség.

## Kutatási módszerek[1]
A reklámpszichológiának mint alkalmazott tudománynak az a feladata, hogy minél pontosabban tárja fel a fogyasztót érő ingerek és a várható magatartás közötti összefüggéseket.
Ennek a feladatnak a betöltésére három lehetőség adott:
- Kérdezés (interjú, pl. személyes vagy telefonos; kérdőív, pl. szórás, kézbeadás, meghívás vagy postázás útján; mélyinterjú, kiscsoport- és fókuszcsoport-vizsgálatok),
- megfigyelés (helyszíni, laboratóriumi, közvetett, pl. kamerás),
- mérés (felmérés, statisztikai, műszeres).

Ha az eredményeket közvetlen kutatások útján szerezzük be, akkor primer adatokról; ha mások kutatásainak feldolgozott eredményeit használjuk fel, akkor szekunder adatokról beszélünk.

## Kísérleti eszközök[1]
A reklámpszichológiai kísérletek során kontrollált feltételek közt megvalósított helyzetek megfigyelése és elemzése alapján fontos ismeretekhez lehet jutni. A lélektani kutatások jelentős része kísérletek formájában zajlik. A kísérlet független és függő változók közötti összefüggések objektív és megfigyelhető feltételek mellett történő empirikus vizsgálata. Ennek eredménye vagy megerősíti, vagy elveti a témával kapcsolatos hipotéziseket.

### Kísérleti eszközök
- Tachisztoszkóp: Olyan készülék, amely lehetővé teszi vizuális ingerek ellenőrzött időtartamú bemutatását. Segítségével a reklámok percepciójának vizsgálatára nyílik lehetőség. Ennek alapján lehet mérni az információ felismerésének és feldolgozásának konkrét tartalmát, ennek nyomán pedig az optimális feltételek törvényszerűségeit.
- Szemkamera, szempillacsapás-mérő: A szemkörnyékre helyezett mini-egység, amellyel a szemmozgások útját lehet követni. Segítségével pontos képet kaphatunk a tárgyak letapogatásának (szkennelésének) irányáról, sorrendjéről, valamint az egyes részletekre fordított megfigyelési idő hosszáról.
- GBR – galvánosbőrreakció-mérő: A bőrvezető képességnek, a bőrellenállásnak, illetve a bőrpotenciáloknak külső ingerekre, illetve belső állapotváltozásokra visszavezethető elváltozásait méri. kilengései alapján következtetni lehet bizonyos érzelmi reakciók megjelenésére és erősségére.
- MR – mágnesesrezonancia-mérő (neuromarketing): A reklámszakma is egyre kisebb késleltetési idővel használhatja az új tudományos felfedezéseket. Az orvostudományban alkalmazott MRI már bevonult a reklámkutatás eszköztárába is. A neuromarketing néven született tudományág azt vizsgálja, hogyan alakulnak ki a vásárlói döntések, mihez köthetők a fogyasztók preferenciái, egy-egy márka észlelés mennyire aktivizálja az agyi elektromos tevékenységet. A technika az agy 1–2 mm-es területein gyorsan lezajló eseményeket is pontosan kirajzolja. A módszerrel azonosíthatóvá válik, hogy mely érzelem, gondolat az agy mely területén keletkezik, hiszen az oxigént szállító hemoglobinban levő vas mágnesességét mérve az MRI-képeken az agy egy-egy aktívabb területe jól elkülönül.

## A reklámpszichológia területének kutatói
| - Roland Barthes - Max Bense - Ainé Cadet - Bernard Cathelat - Ernst Dichter - HarlowGale - George Katona | - Lysinski - Hugo Münsterberg - Walter Dill Scott - Rudolf Seyffert - Spiegel - JimVicary - D. Victoroff |

## Ismertebb kísérletek
Az ingerküszöb alatti reklám hatását vizsgálta Jim Vicary: 1956-ban egy filmvetítés során New Jersey-ben Coca-Cola- és popcorn-reklámokat exponált, és valóban megnövekedett ezen cikkek fogyasztása a mozibüfében. Később több erre irányuló kísérlet bebizonyította, hogy az ilyen típusú reklámoknak közel sincs ekkora mértékű hatása a befogadókra, akár érvénytelennek is tekinthetnék, viszont a reklámpszichológia misztikumának feltételezését erősítette.